# Arlene Halko
Arlene A. Halko (Chicago, Estados Unidos, 15 de abril de 1933-Ibídem, 22 de marzo de 2007) fue una física médica estadounidense y defensora de los derechos LGBT radicada en Chicago. En 1996 ingresó en el Salón de la Fama LGBT de Chicago.

## Infancia y educación
Halko fue hija de Peter Halko, inmigrante checoslovaco, y francés Maciejewski Halko. Estudió en la Visitation High School y en la Mundelein College. Realizó estudios de doctorado en física en la Universidad de Rochester.

## Carrera
Halko era física médica y formaba parte del personal del Hospital Michael Reese y del Hospital del Condado de Cook, ambos en Chicago. Fue profesora adjunta clínica de radiología en la Facultad de Medicina de la Universidad de Illinois. Sus investigaciones se publicaron en revistas académicas. Fue la primera presidenta lesbiana de Dignity/Chicago, una organización de homosexuales católicos.En 1985 cofundó Chicago House, una agencia de servicios sociales que ayudaba a personas con VIH/SIDA que necesitaban vivienda, cuidados paliativos y otras ayudas. Entre 1982 y 1989, fue copropietaria de Piggens Pub, un bar de lesbianas.En 2000, cofundó con su compañera activista Marie J. Kuda el Memorial Círculo de Costura y Club del Libro Jeannette Howard Foster, dedicado a preservar la historia lésbica de Chicago.
Halko fue nombrada Mujer del Año por la revista Gay Chicago Magazine en 1988. En 1990 fue galardonada por el Illinois Gay and Lesbian Task Force, y en 1996 ingresó en el Salón de la Fama LGBT de Chicago.

## Publicaciones
- Burke, Gerald, Arlene Halko, Gerald Peskin (1970) Determination of Cardiac Output by Radioisotope Angiography and the Image-Intensifier Scintillation Camera. Journal of Nuclear Medicine 12 (3): 112–116.    According to Google Scholar, it has been cited 26 times.
- Burke, Gerald, Arlene Halko. Dynamic Clinical Studies with Radionuclides and the Scintillation Camera. Annals of Internal Medicine vol. 70 (5): 1107
- Gerald E. Selverstein, Gerald Burke, David Goldberg, Arlene Halko (1969). Superior Vena Caval System Obstruction Caused by Benign Endothoracic Goiter. Diseases of the Chest vol.56 (6): 519–523  According to Google Scholar, it has been cited 43 times.

## Vida personal
Halko se retiró en 1993 y en sus últimos años trabajó como voluntaria en una protectora de animales, reuniendo a mascotas perdidas con sus dueños. En 2006 le amputaron una pierna,y en 2007 falleció de insuficiencia cardiaca a los 73 años. Patricia Keenan fue su pareja por 16 años.